# Business Objects
Business Objects war ein Softwarehersteller mit Sitz in San José und Paris und einer der führenden Anbieter von Business-Intelligence-Lösungen (BI).
Business Objects hatte mehr als 39.000 Kunden in über 80 Ländern. Das Unternehmen war an der NASDAQ und an der Euronext in Paris notiert. Im deutschsprachigen Raum war Business Objects mit Niederlassungen in München, Frankfurt/Main, Düsseldorf, Zürich, Nyon (CH) und Wien (A) vertreten.
Zu den Geschäftsfeldern gehörte der Aufbau unternehmensweiter Informationsinfrastrukturen sowie die Entwicklung von Business-Intelligence-Lösungen (BI) für Reporting, Abfragen und Analysen, Performance Management, Enterprise Information Management, Finanzplanung und Budgetierung, Visualisierung sowie für den Einsatz branchen- und funktionsspezifischer Analyse- und Managementlösungen.
SAP teilte am 7. Oktober 2007 mit, Business Objects für insgesamt mehr als 4,8 Mrd. EUR übernehmen zu wollen. Die Europäische Kommission genehmigte die geplante Unternehmensübernahme gemäß der europäischen Fusionskontrollverordnung am 27. November 2007. Am 1. Juli 2008 wurde die Business Objects Deutschland GmbH rechtlich in die SAP Deutschland AG & Co. KG eingegliedert. Die Business Objects SA wurde aufgelöst; einige ihrer Tochtergesellschaften verblieben als eigenständige Gesellschaften im SAP-Konzern.

## Produkte und Lösungen
Mit BusinessObjects XI Release 4 bot Business Objects eine Business-Intelligence-Plattform. Die Lösung beinhaltete Produkte für Datenintegration, Reporting, Abfragen und Analysen, Finanzplanung, Konsolidierung und Budgetierung, Enterprise Information Management, Visualisierung sowie Performance Management und stellte den Anwendern eine unternehmensweite Informationsplattform zur Verfügung.
Fortführung durch SAP
Eine Integration der Business-Objects-Werkzeuge als Frontend für SAP NetWeaver Business Intelligence wurde mit der Version von Xcelsius 2008 umgesetzt.
Laut einer Studie belegte die Marke SAP Business Objects im Jahr 2009 Platz 1 beim Business-Intelligence-Softwareumsatz in Deutschland mit 110 Mio. Euro Umsatz.